# Titularbistum Tambeae
Tambeae war eine antike Stadt in der römischen Provinz Byzacena bzw. Africa proconsularis in der Sahelregion von Tunesien.
Tambeae (ital.: Tambee) ist ein ehemaliges Bistum der römisch-katholischen Kirche und heute ein Titularbistum.
| Titularbischöfe von Tambeae |                                 |                                               |                   |                  |
| Nr.                         | Name                            | Amt                                           | von               | bis              |
| 1                           | Pedro Aguilera Narbona          | emeritierter Bischof von Iquique (Chile)      | 21. November 1966 | 23. Januar 1968  |
| 2                           | Francisco Raval Cruces          | Weihbischof in Lingayen-Dagupan (Philippinen) | 2. April 1968     | 4. März 1970     |
| 3                           | Óscar Arnulfo Romero y Galdámez | Weihbischof in San Salvador (El Salvador)     | 25. April 1970    | 15. Oktober 1974 |
| 4                           | Angélico Sândalo Bernardino     | Weihbischof in São Paulo (Brasilien)          | 12. Dezember 1974 | 19. April 2000   |
| 5                           | John Anthony Boissonneau        | Weihbischof in Toronto (Kanada)               | 23. März 2001     |                  |